# Oreogeton creper
Oreogeton creper är en tvåvingeart som beskrevs av Collin 1933. Oreogeton creper ingår i släktet Oreogeton och familjen Oreogetonidae. Inga underarter finns listade i Catalogue of Life.